# Zoeterwoude-Dorp
Zoeterwoude-Dorp is een kern in de gemeente Zoeterwoude. Er wonen ongeveer 4300 inwoners op 119 ha.
Zoeterwoude-Dorp is onderverdeeld in de wijken:
- Burgemeesterswijk
- Bloemenweide
- Vogelweide

De buurtschap Zuidbuurt ligt op loopafstand aan de zuidkant van het dorp.
Aan de zuidzijde van Zoeterwoude-Dorp ligt de woon- en werkgemeenschap Swetterhage (onderdeel van Gemiva), een instelling voor circa 300 mensen met een verstandelijke beperking.
Aan de westzijde van het dorp ligt de doorgaande weg N206 (verbinding Zoetermeer - Leiden).

## Geboren
- Christine Bader (1878-1965), kinderarts en kleuterzorgpionier
- Coen Brouwer (1908-1991), keramist en aardewerkfabrikant
- Petra Veenswijk (1962), organiste

## Afbeeldingen

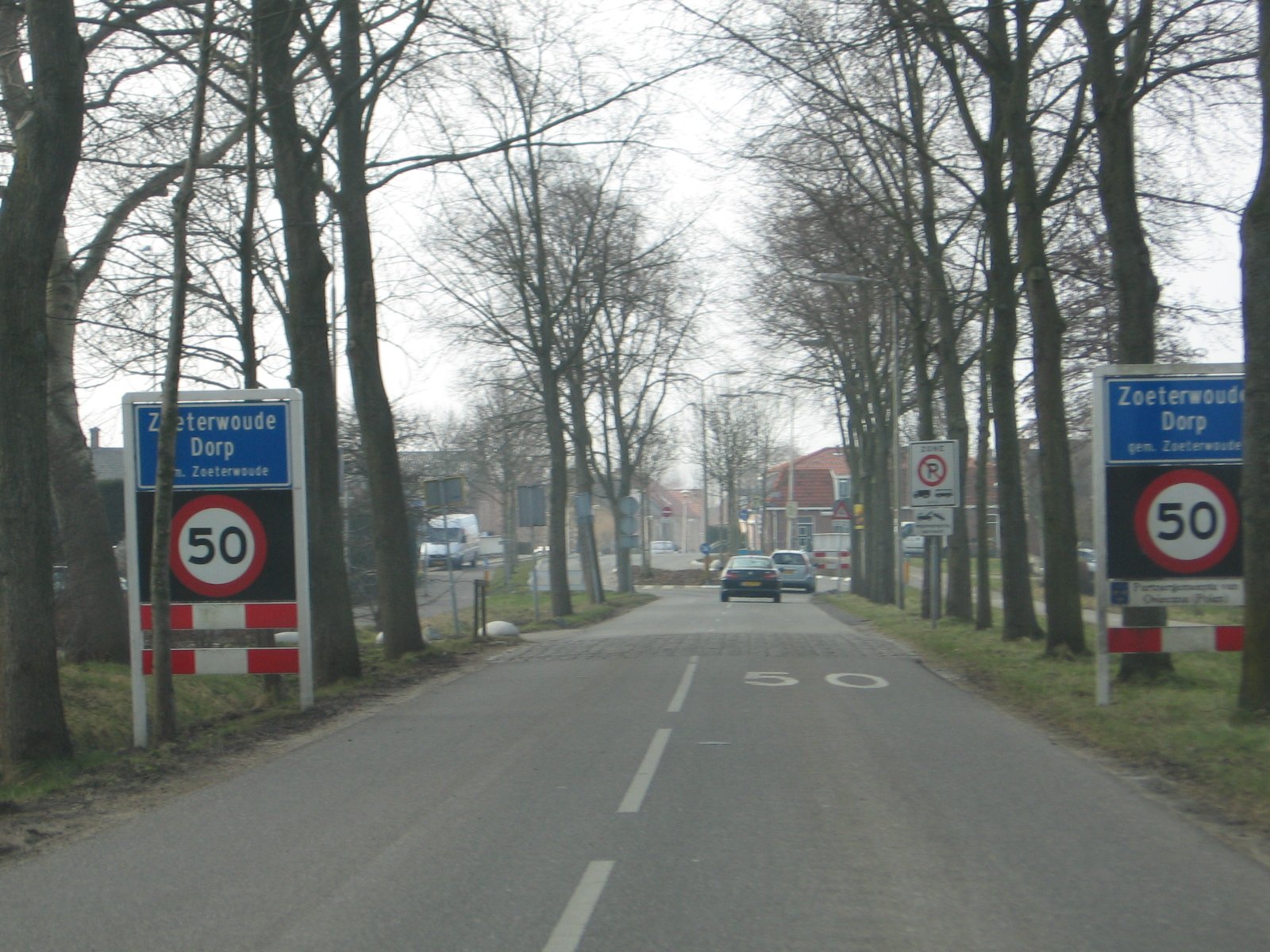
Entree vanaf Weipoort
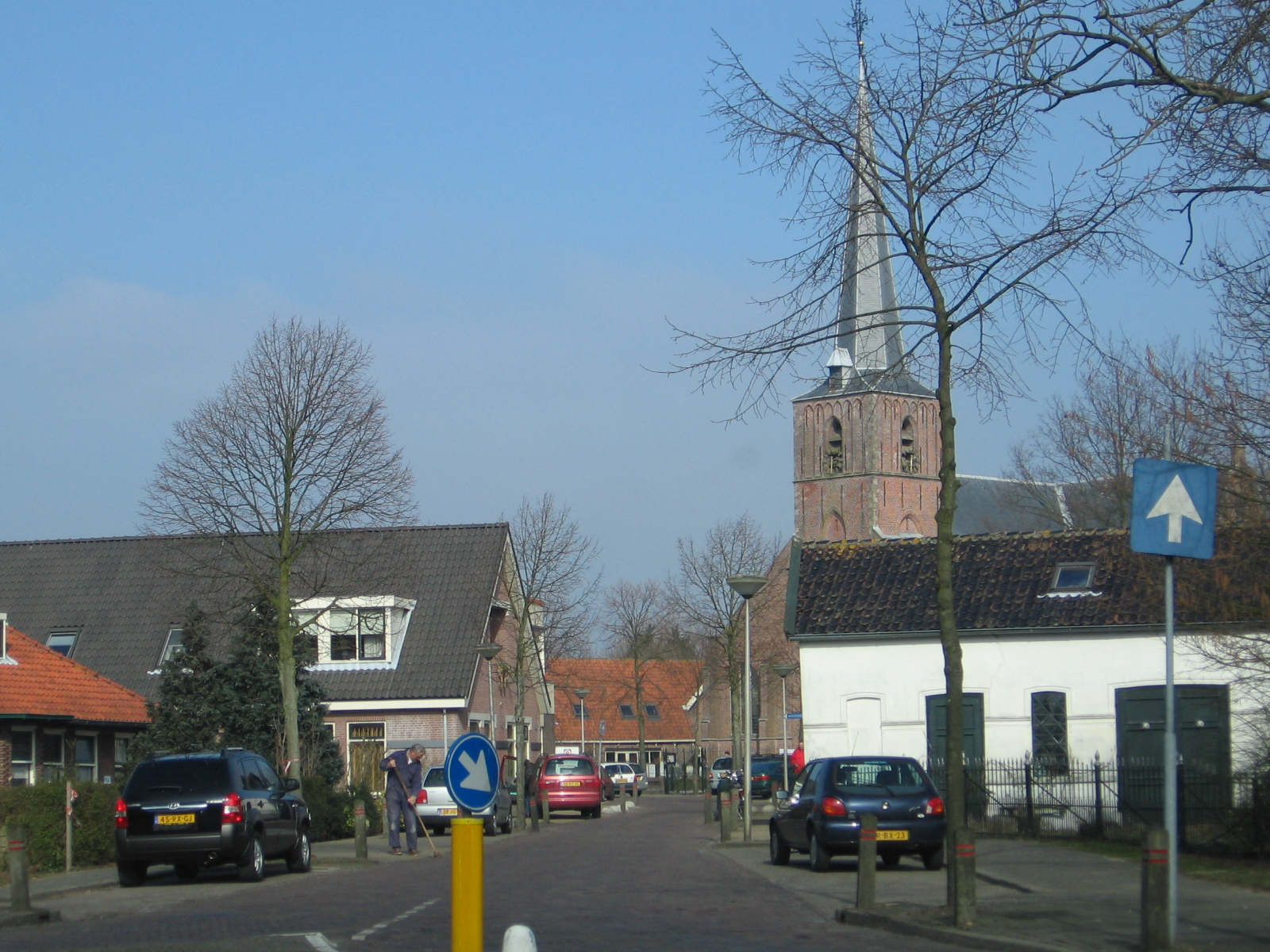
Centrum
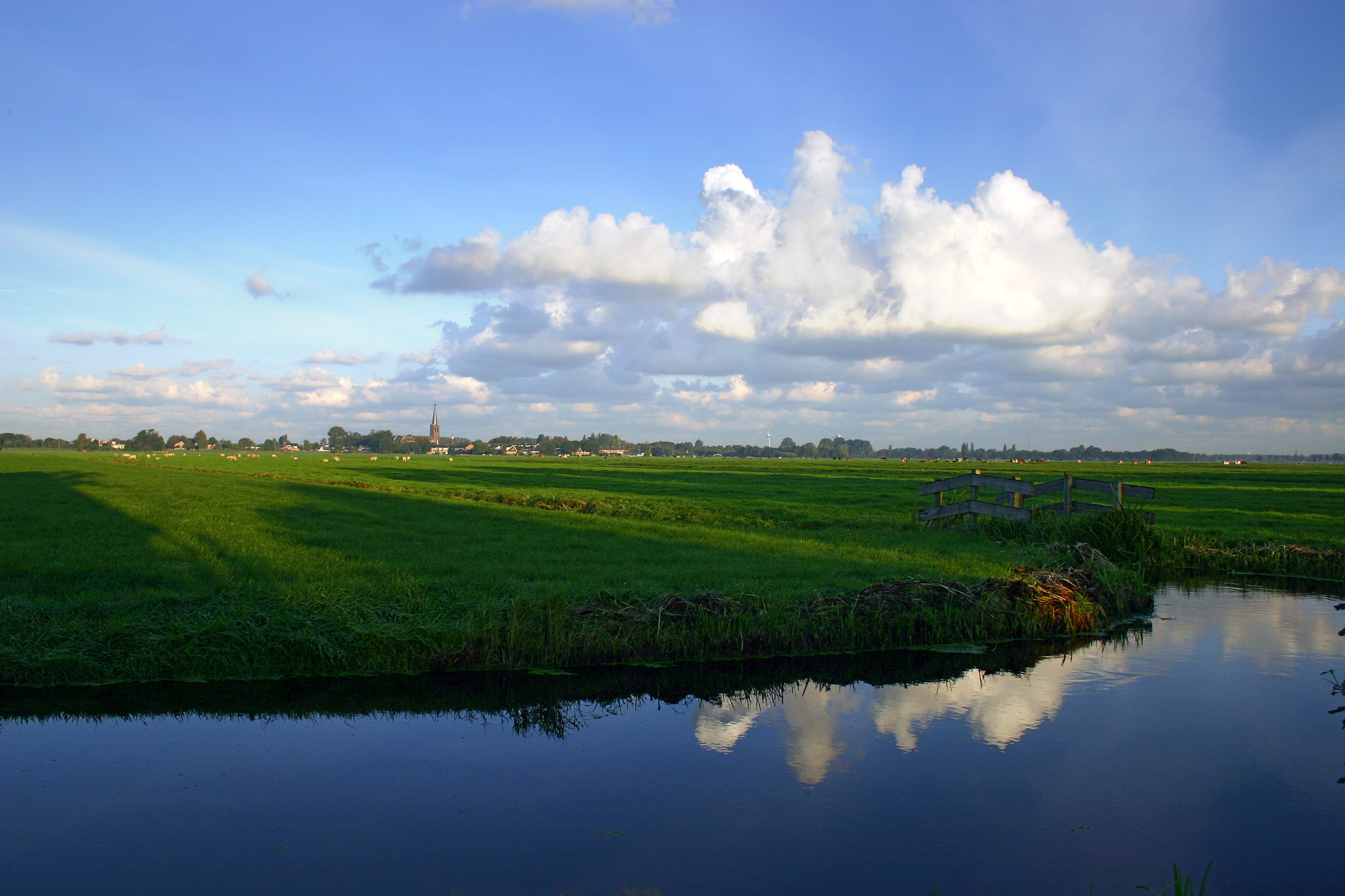
Zicht op Zoeterwoude-dorp

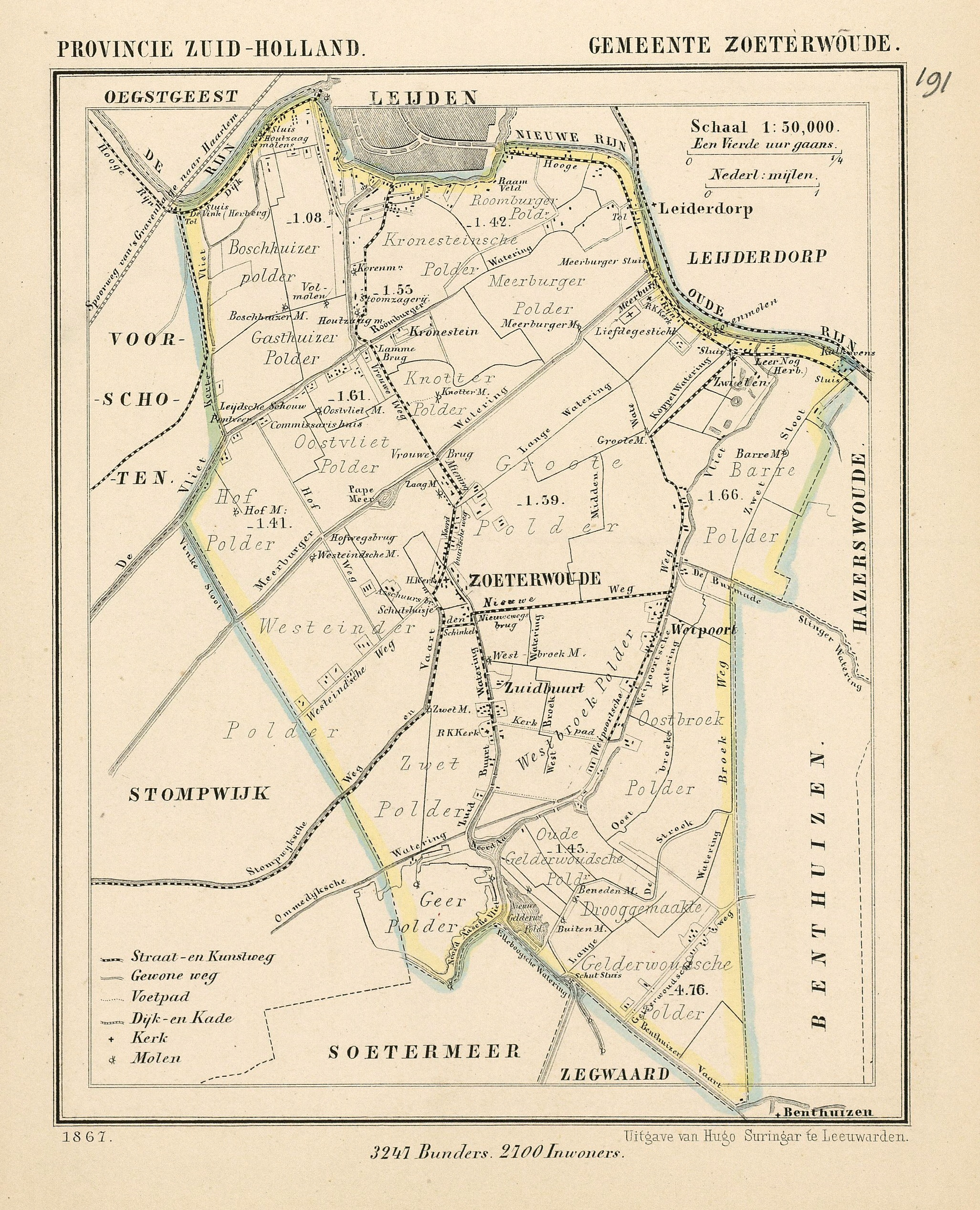
De gemeente Zoeterwoude in 1867
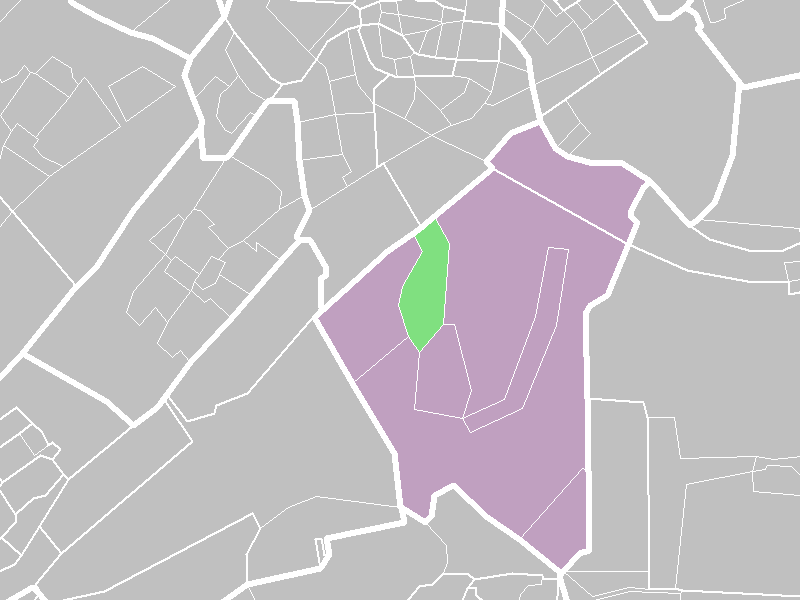
Afgrenzing volgens het CBS (groen)
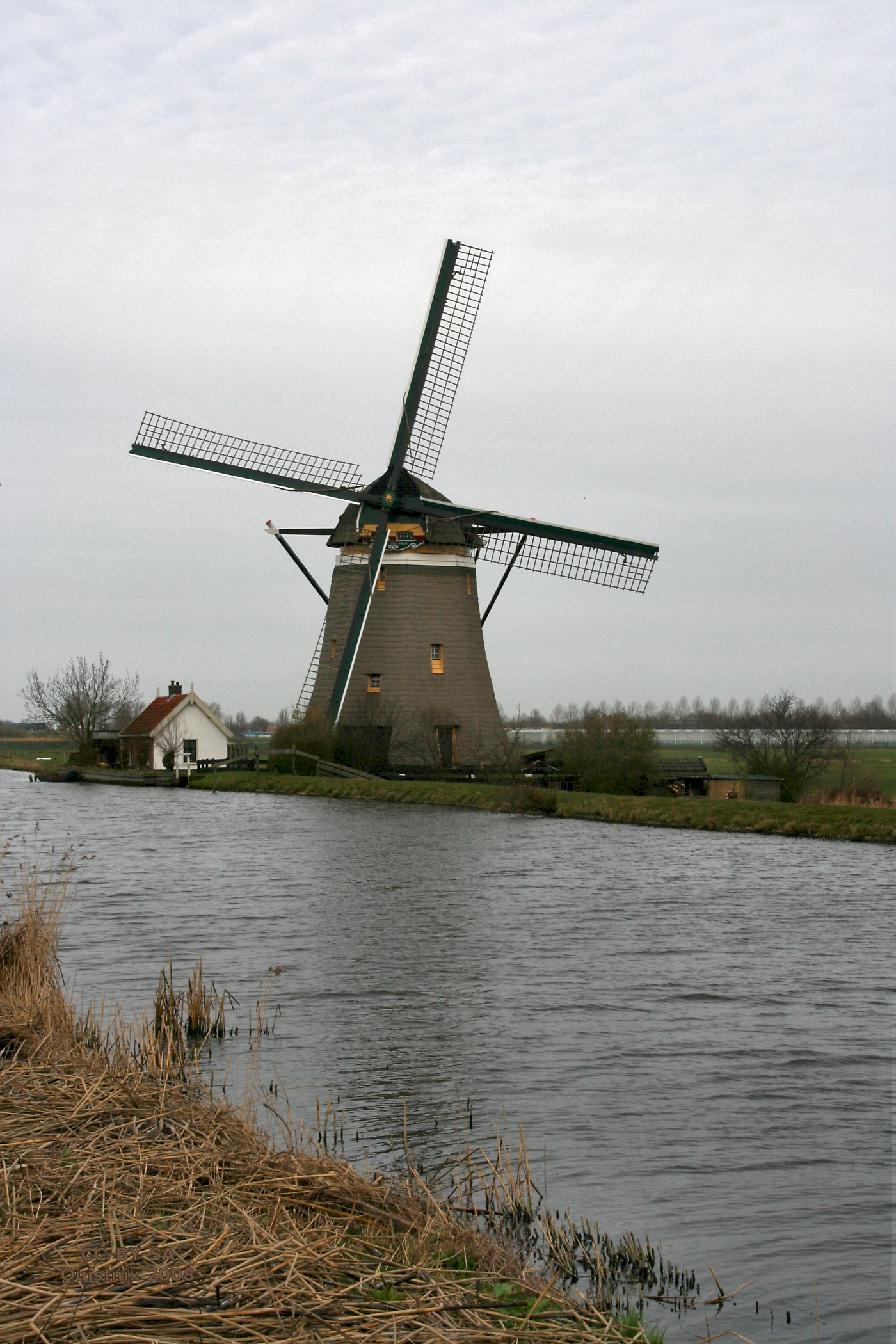
Molen Zelden van Passe

Dorpen: Gelderswoude · Zoeterwoude-Dorp · Zoeterwoude-Rijndijk

Buurtschappen: Noord Aa · Miening · Weipoort · Westeinde · Zuidbuurt

Verspreide huizen: Geerpolder

Voormalige buurtschap: Hoogstraat · Noordbuurt 

Zuid-Holland: Steden en dorpen    Nederland: Provincies · Gemeenten